# 洛西バスターミナル
洛西バスターミナル（らくさいバスターミナル）は、京都府京都市西京区の洛西ニュータウンにあるバスターミナルである。

## 歴史
- 1979年（昭和54年）：洛西営業所を開設し、電気バス（6両）の運行を開始する（洛西ニュータウン - 桂駅間）[1]。
- 1981年（昭和56年）：洛西操車場の供用を開始（当初は洛西バスターミナルが完成しておらず、洛西中央通りに「洛西操車場前」停留所があった）。
- 1982年（昭和57年）：洛西バスターミナルの供用を開始[1]。
- 2004年（平成16年）：洛西操車場が廃止される（跡地は駐車場となった）。
- 2011年（平成23年）10月1日：高速バス（みやこライナー）の停留所が廃止されたため[2]、高速バスの乗り入れがなくなる。

## バス乗り場

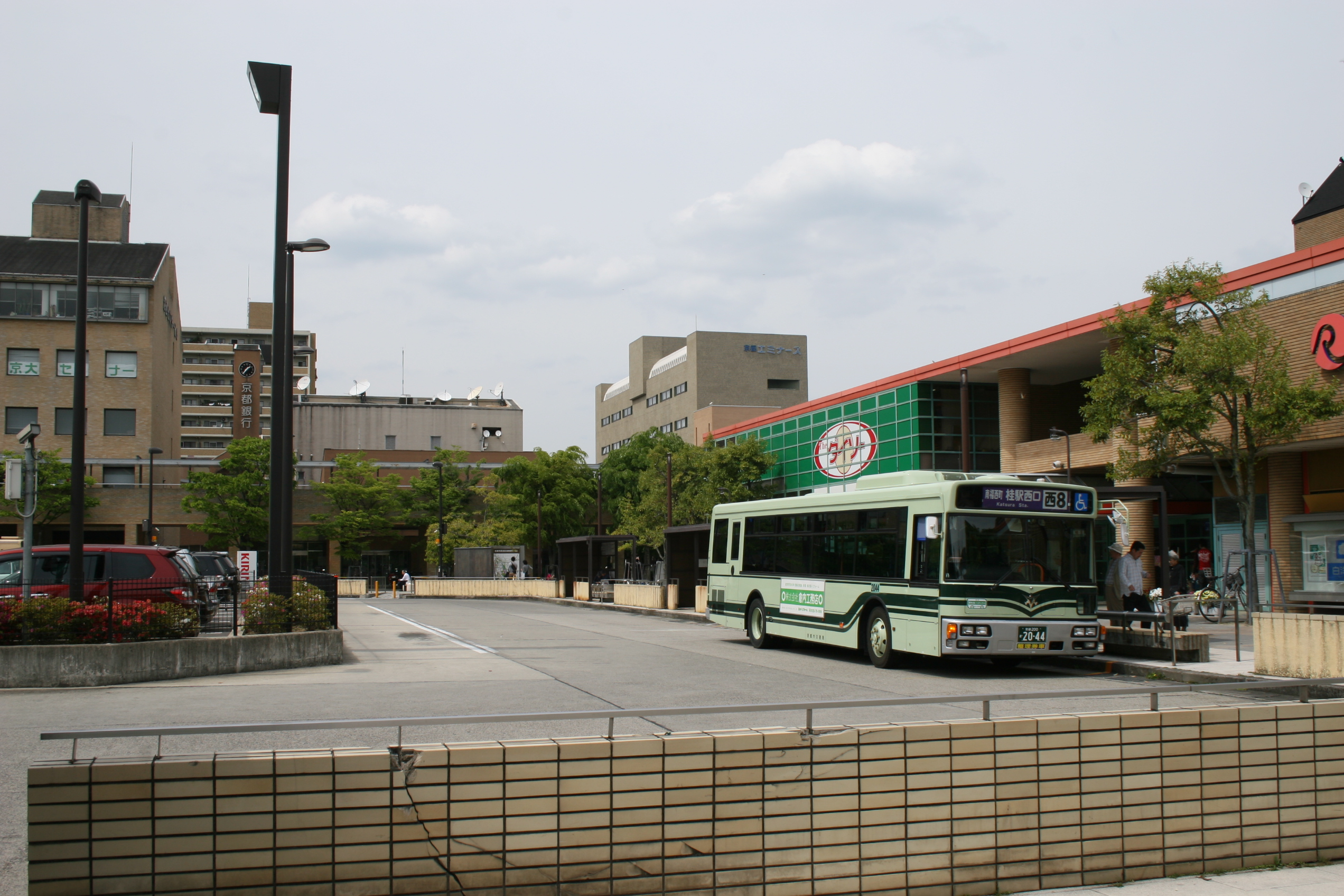
2番乗り場にバスが停車中。その奥が3番、4番。左側に写る駐車場は元洛西操車場（2009年5月）

京都市交通局（市バス）・京阪京都交通・阪急バスの各事業者が運行する路線が乗り入れる。なお、付近にはヤサカバスの路線もあるが、同事業者はこのターミナルへの乗り入れを行わない。
| 洛西バスターミナル | 洛西バスターミナル | 洛西バスターミナル                         | 洛西バスターミナル | 洛西バスターミナル      | 洛西バスターミナル          |
| 乗り場             | 系統               | 主要経由地                                 | 行先               | 運行事業者              | 備考                        |
| ------------------ | ------------------ | ------------------------------------------ | ------------------ | ----------------------- | --------------------------- |
| 1                  | 西1                | 東新林町、境谷大橋、三ノ宮街道             | 桂駅西口           | 京都市交通局 （市バス） |                             |
| 1                  | 西2                | 西竹の里町、境谷大橋、三ノ宮街道           | 桂駅西口           | 京都市交通局 （市バス） |                             |
| 1                  | 西4                | 西竹の里町、境谷大橋、洛西口駅前           | JR桂川駅前         | 京都市交通局 （市バス） |                             |
| 1                  | 特西4              | 東新林町、西竹の里町、洛西口駅前           | JR桂川駅前         | 京都市交通局 （市バス） |                             |
| 2                  | 西2                | 大原野上里北ノ町、右京の里、三ノ宮街道     | 桂駅西口           | 京都市交通局 （市バス） |                             |
| 2                  | 臨西2              | 南春日町、境谷大橋、三ノ宮街道             | 桂駅西口           | 京都市交通局 （市バス） |                             |
| 2                  | 西3                | 境谷大橋、洛西大橋、三ノ宮街道             | 桂駅西口           | 京都市交通局 （市バス） |                             |
| 2                  | 西8                | 東新林町、境谷大橋、洛西大橋、三ノ宮街道   | 桂駅西口           | 京都市交通局 （市バス） |                             |
| 3                  | 29                 | 東新林町、境谷大橋、松尾橋、四条大宮       | 四条烏丸           | 京都市交通局 （市バス） |                             |
| 3                  | 33                 | 三ノ宮、桂駅東口、桂小橋、七条壬生川       | 京都駅             | 京都市交通局 （市バス） |                             |
| 3                  | 特33               | 三ノ宮、桂駅東口、東側町、七条壬生川       | 京都駅             | 京都市交通局 （市バス） |                             |
| 3                  | 73                 | 国道三ノ宮、千代原口、市立病院前、烏丸五条 | 京都駅             | 京都市交通局 （市バス） |                             |
| 4                  | 19                 | 東新林町、ふれあいの里、桂坂小学校前       | 桂坂中央           | 京阪京都交通            | 土曜・休日の朝に1便のみ運行 |
| 4                  | 63                 | 南春日町、灰方、右京の里、東山、阪急東向日 | JR向日町           | 阪急バス                |                             |

（参考資料（※当バスターミナルに乗入れる各事業者の路線図）：）

## 周辺

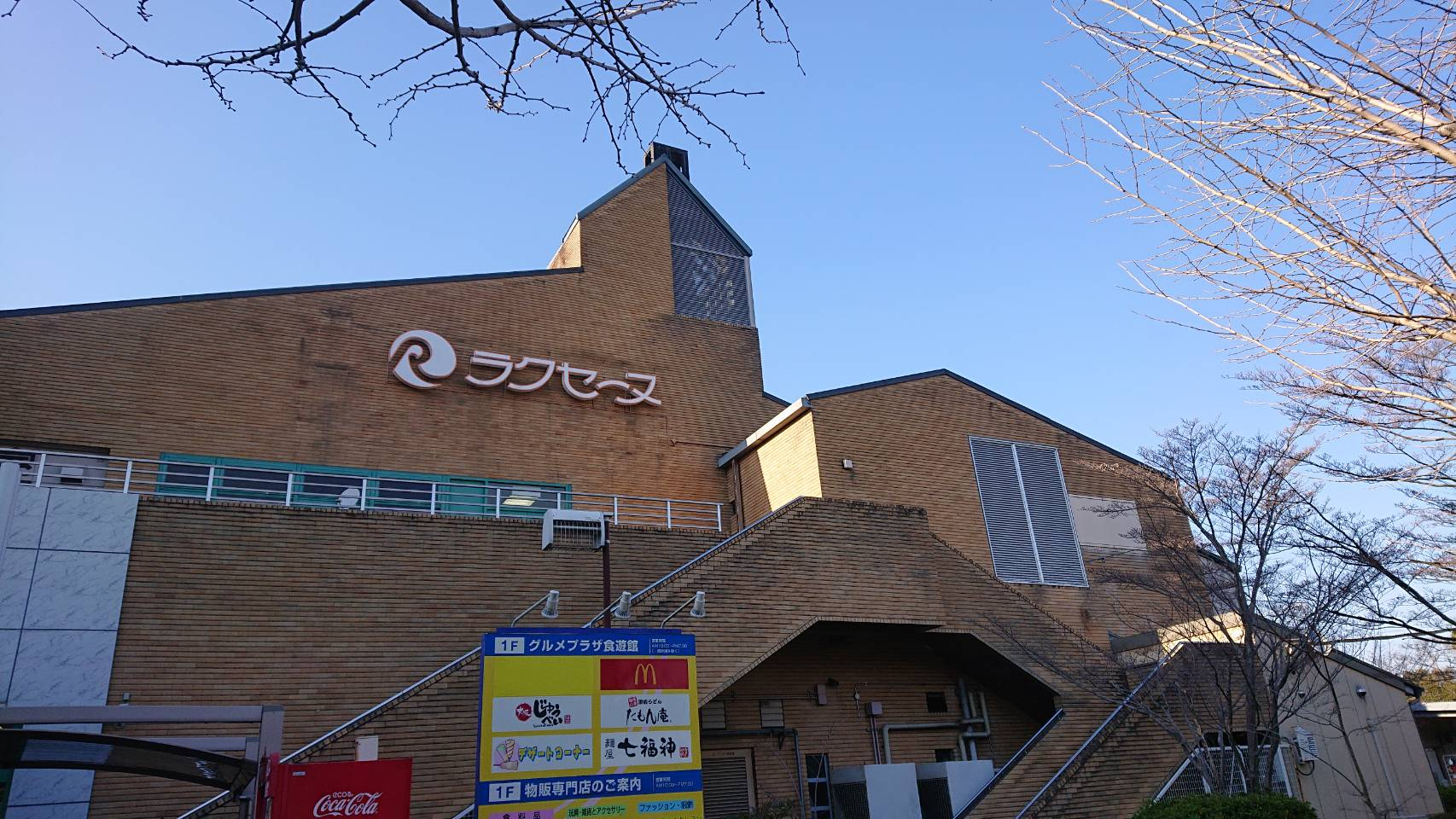
ラクセーヌ（2020年3月）

ショッピングセンターのラクセーヌに隣接しており、バスターミナルの中央部には駐車場（かつての洛西操車場）が設けられている。東へ抜けると小畑川に至る。
- ラクセーヌ - 高島屋洛西店とニトリ洛西ラクセーヌ店を核店舗としたショッピングセンター
- 洛西センタービル
- 洛西郵便局
- 京都市洛西図書館
- 京都銀行洛西支店
- 三菱UFJ銀行洛西出張所
- ZTV京都放送局 - かつての洛西ケーブルビジョン(RCV京都)
- ホテル京都エミナース
  - 京都竹の郷温泉 万葉の湯
- 洛西ニュータウン病院
- 洛西中央通り
- 竹の里北通り
- 京都府道140号灰方中山線
- 小畑川